# 阿维尼奥内
阿维尼奥内（法語：Avignonet，法語發音：[aviɲɔnɛ]）是法国伊泽尔省的一个市镇，属于格勒诺布尔区。

## 地理
阿维尼奥内（44°57'32"N, 5°39'25"E）面积8.41 平方千米，位于法国奥弗涅-罗讷-阿尔卑斯大区伊泽尔省，该省份为法国东南部内陆省份，北起顺时针与安省、萨瓦省、上阿尔卑斯省、德龙省、阿尔代什省、卢瓦尔省和罗讷省。
与阿维尼奥内接壤的市镇（或旧市镇、城区）包括：蒙泰纳尔、锡纳尔、圣马丹德拉克吕兹、马尔雪、拉莫特圣马尔坦。

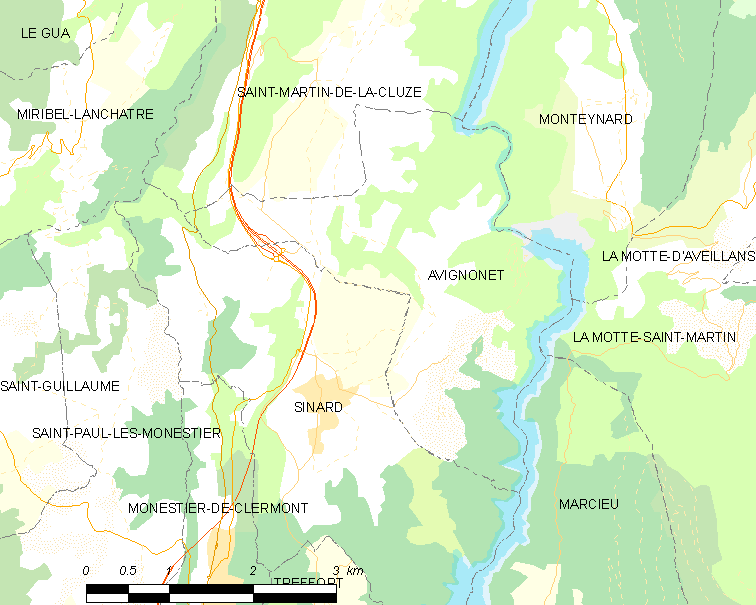
阿维尼奥内的OSM定位图

阿维尼奥内的时区为UTC+01:00、UTC+02:00（夏令时）。

## 行政
阿维尼奥内的邮政编码为38650，INSEE市镇编码为38023。

## 政治
阿维尼奥内所属的省级选区为马泰西讷-特列沃县。

## 人口

1962-2008年间阿维尼奥内人口变化图示

阿维尼奥内于2022年1月1日时的人口数量为197人。